# 鹿島大野站

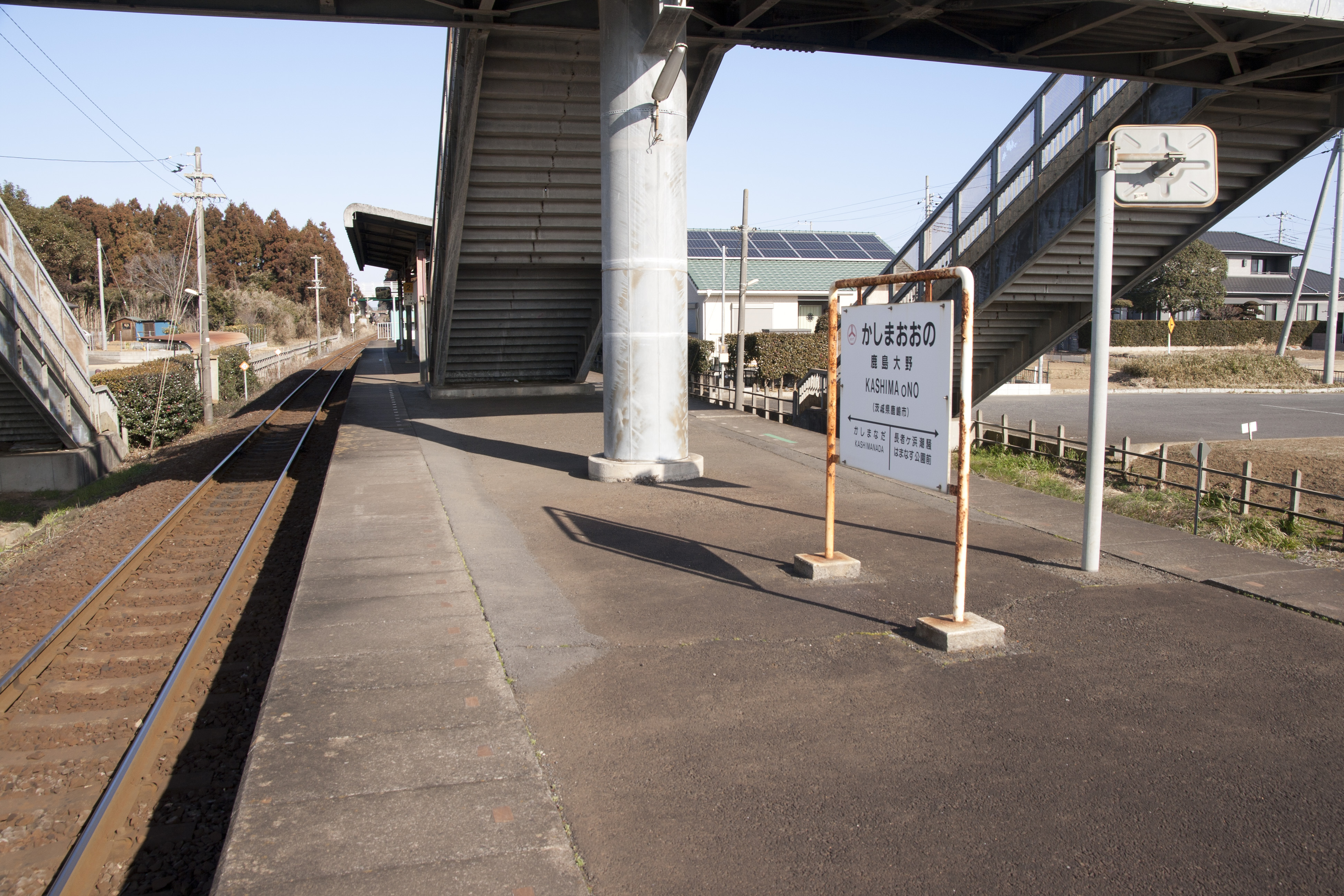
月台(2018年2月)

鹿島大野站（日语：／ Kashima-Ōno eki */?）是位於茨城縣鹿嶋市大字荒井561番3號，鹿島臨海鐵道的大洗鹿島線車站。本站位於鹿嶋市北部（舊·大野村）的中心車站。鄰近慈眼寺、鹿嶋市政廳大野分所（舊·大野村公所）。此站被選為關東車站百選的車站之一。

## 歷史
- 1985年（昭和60年）3月14日 - 大洗鹿島線開通，此站啟用。
- 1999年（平成11年）- 被選定為「關東車站百選」。

## 車站構造
此站是地面車站，設有1面2線的島式月台。此站是無人車站。

### 月台
| 月台 | 路線        | 上下行 | 方向                   |
| ---- | ----------- | ------ | ---------------------- |
| 1    | ■大洗鹿島線 | 下行   | 鹿島神宮方向           |
| 2    | ■大洗鹿島線 | 上行   | 新鉾田、大洗、水戶方向 |

## 在此站的運行形態
上行（大洋、新鉾田、大洗、水戶方向）和下行（鹿島神宮方向）列車中，各大約1小時設有1班普通列車停靠。

## 使用狀況
| 1日上下車人次變化 | 1日上下車人次變化 |
| 年度              | 1日平均人次       |
| ----------------- | ----------------- |
| 2011年            | 264               |
| 2012年            | 318               |
| 2013年            | 309               |
| 2014年            | 278               |
| 2015年            | 277               |

## 車站周進
- 國道51號
- 鹿嶋市政廳大野出張所（舊·大野村（日语：大野村 (茨城県鹿島郡)）公所）
- 荒井郵局
- 水戶信用金庫（日语：水戸信用金庫）大野分店
- 行方潮騷農業協同組合（日语：なめがたしおさい農業協同組合）大野分店

## 巴士路線
站前設有「鹿島大野站」巴士站，縣道242號上設有「大野站入口」巴士站。
| 乘車處     | 系統             | 主要途邊                                             | 目的地       | 巴士公司     |
| ---------- | ---------------- | ---------------------------------------------------- | ------------ | ------------ |
| 鹿島大野站 | 廣域連攜路線巴士 | 行方農民村、延方站、道之驛潮來、水鄉潮來巴士總站     | 潮來站       | 關鐵紫色巴士 |
| 大野站入口 | 中央線           | 大野出張所前                                         | 鹿島灘站     | 鹿嶋社區巴士 |
| 大野站入口 | 中央線           | 長者濱潮騷玫瑰公園前站入口、足球場站入口、鹿島神宮站 | 高松綠地公園 | 鹿嶋社區巴士 |

## 相鄰車站
鹿島臨海鐵道
■大洗鹿島線
鹿島灘－鹿島大野－長者濱潮騷玫瑰公園前

## 注腳
1. ↑  鹿島大野駅 （页面存档备份，存于）（日語） - 鹿島臨海鐵道官方網站
2. ↑  鹿島大野駅時刻表.駅探（日語）
3. ↑  国土数値情報(駅別乗降客数データ)  （页面存档备份，存于）（日語） - 國土交通省，2019年7月3日參閲

## 外部連結
- 鹿島大野 | 鹿島臨海鐵道株式會社 （页面存档备份，存于）（日語）